# Dysstroma mirandata
Dysstroma mirandata är en fjärilsart som beskrevs av Taylor 1910. Dysstroma mirandata ingår i släktet Dysstroma och familjen mätare. Inga underarter finns listade i Catalogue of Life.